# 佐野研二郎
佐野研二郎（日语：佐野　研二郎，1972年7月29日—），日本設計師，東京都出身。佐野畢業於多摩美術大學設計科，之後進入大型廣告公司博報堂。2008年成立公司
MR_DESIGN。2015年，其設計之2020年東京奧運會徽因涉嫌抄襲而在國際上引發極大爭議，而在會徽風波之後，佐野再度被揭露其他抄襲爭議。

## 爭議

### 2020年東京奧運會及帕運會的會徽
佐野研二郎所設計的2020年夏季奥林匹克运动会及2020年夏季帕拉林匹克運動會2個會徽是從104件應徵作品當中雀屏中選，於2015年7月24日公布。起先是被指與2年前比利時設計師奧利維·德比（Olivier Debie）為比利時的列日劇院所設計的商標雷同，戴比要求停用會徽。東京奧運籌委會於2015年9月1日正式做出決議，將停止使用佐野所設計的東京奧運及帕運的會徽。

### 三得利宣傳品
據《賀芬頓郵報》日本版報導，日本酒品飲料公司三得利邀請佐野研二郎為一次飲料的活動設計宣傳品，佐野總共為三得利設計了30款宣傳品。但其中有8款被爆出抄襲疑雲，三得利公司緊急決定取消發送這些獎品，並說佐野已在前一日致電三得利公司，要求將這些獎品終止發送。報導也指出，其中一款編號第8的「法國麵包」就被指控，其麵包的圖片是用別人所拍攝的圖片來改造。事發隔日，佐野在事務所的官網發表聲明坦承，是職員「臨摹」了第3者的設計。

## 外部連結
- 官方網站（页面存档备份，存于）
- New plagiarism allegations hit 2020 Olympic logo designer Kenjiro Sano（页面存档备份，存于）